# Saikkalanjoki
Saikkalanjoki är ett vattendrag i Finland.   Det ligger i landskapet Birkaland, i den sydvästra delen av landet, 180 km nordväst om huvudstaden Helsingfors.